# Algaida
Algaida é um município da Espanha na ilha de Maiorca, província e comunidade autónoma das Ilhas Baleares. Tem 89,8 km² de área e em 2021 tinha 5 963 habitantes (densidade: 66,4 hab./km²).

## Demografia
| Variação demográfica do município entre 1991 e 2004 [carece de fontes?] | Variação demográfica do município entre 1991 e 2004 [carece de fontes?] | Variação demográfica do município entre 1991 e 2004 [carece de fontes?] | Variação demográfica do município entre 1991 e 2004 [carece de fontes?] |
| ----------------------------------------------------------------------- | ----------------------------------------------------------------------- | ----------------------------------------------------------------------- | ----------------------------------------------------------------------- |
| 1991                                                                    | 1996                                                                    | 2001                                                                    | 2004                                                                    |
| 3177                                                                    | 3461                                                                    | 3749                                                                    | 4149                                                                    |